# انسان‌گرایی
انسان‌گرایی، انسان‌باوری یا اومانیسم (به فرانسوی: Humanism) جهان‌بینی‌ای فلسفی و اخلاقی است که بر ارزش و عاملیت انسان‌ها به صورت فردی یا جمعی تأکید دارد و عموماً تفکر نقادانه و شواهد (عقلانیت و تجربه گرایی) را بر پذیرش دگم‌اندیشی و خرافات ترجیح می‌دهد. در انتقاد از برخی مضامین انسان‌گرایی فراانسان‌گرایی مطرح شده است.
اومانیسم شالوده فرهنگ و فلسفه بعد از رنسانس در غرب است که بر اساس آن، انسان میزان کلیه ارزش‌ها و فضایل از جمله حق و حق‌گرایی است. اومانیسم جنبشی فلسفی و ادبی است که زیربنای رنسانس می‌باشد و فرهنگ دوره مدرنیته را تشکیل می‌دهد. این جنبش، سرشت انسانی و علایق طبیعت آدمی را میزان همه چیز قرار می‌دهد. پایه‌گذاران اومانیسم در صدد بودند تا روح آزادی و خودمختاری انسان را که در قرون وسطی از دست داده بود، دیگر بار از طریق ادبیات کلاسیک به او بازگردانند تا بتواند طبیعت و تاریخ را قلمرو حکومت خود ساخته و بر آن مسلط شود.
واژهٔ انسان‌گرایی، نهضتی فرهنگی فکری است که در خلال دوران تجدید حیات فرهنگی (رنسانس) به دنبال ایجاد رغبت و تمایلی که نسبت به آثار برجستهٔ یونانی و رومی پدید آمده است. واژه انسان‌گرایی (Humanism) را فردریچ نیتاما (Friedrich Immanuel Niethammer) از واژه "humanitas" برگرفت ."humanitas" کلمه‌ای لاتین از سری واژگان فیلسوفانه‌ای بود که سیسرون (Cicero) قبل از میلاد آن‌ها را ایجاد کرده بود.
انسان‌گرایان در میان مجردات انتهای دوران باستان و قرون وسطا، محققان و روحانیون، میان divinitas به معنی حوزه‌هایی از معرفت و فعالیت که از کتاب مقدس نشأت می‌گرفت و humanitas یعنی حوزه‌هایی که به قضایای عملی زندگی دنیوی مربوط می‌شده است، فرق گذاشتند؛ و از آنجا که حوزهٔ دوم، بخش اعظم الهام و مواد خام خود را از نوشته‌های رومی و به‌طور فزاینده یونان باستان می‌گرفت، مترجمان و آموزگاران این آثار که معمولاً ایتالیایی بودند خود را umanisti یا humanists نامیدند.
در برخی از موارد انسان‌گرایی در برابر خداگرایی قرار داده شده است. برای نمونه پروتاگوراس در رسالهٔ خویش «در باب خدایان» انسان را مقیاس همه چیز می‌داند و با این ادعا خدایان را انکار می‌کند و به همین دلیل از آتن تبعید می‌شود. سارتر در کتاب «اگزیستانسیالیسم و اصالت بشر» (Existentialisme est un Humanism) کوگیتوی دکارتی را تنها نقطهٔ تمایز اگزیستانسیالیسم از بقیهٔ فلسفه‌ها و «تنها مبنای ممکن برای انسان‌گرایی» می‌داند.
برخی، از انسان گرایی، به عنوان ایمان به خدای حقیقی یعنی ایمان به خود انسان یاد می‌کنند. از نظر آن‌ها با این که یک ندای درونی در انسان می‌گوید که خدا هست ولی چون انسان آن را نمی‌بیند پس نباید در مورد آن اظهار نظر نماید و فعلاً آن چیزی که هست و انسان آن را می‌بیند، خود انسان است و در واقع انسان همان خداست و به اندازهٔ تمام انسان‌ها خدا وجود دارد.

## تعاریف رسمی

### تعریف مجله انسان‌گرایی (The Humanist Magazine)
اومانیسم رویکردی است به زندگی مبتنی بر عقل و انسانیت مشترک ما، با تشخیص این که ارزش‌های اخلاقی به درستی بر اساس طبیعت و تجربه انسان استوار است. اومانیسم عبارت است از: جایگزینی شاد برای ادیانی که به خدای ماوراء طبیعی و زندگی در آخرت اعتقاد دارند. به بیان دیگر می‌گوید زندگی برپایهٔ عقل، نه تکیه بر منابع فراطبیعی است و ارزش‌های اخلاقی ریشه در طبیعت انسان دارند.

### انجمن اومانیسم غربی نیویورک
اومانیست‌ها بر این باورند که این تنها حیاتی است که ما از آن آگاهی داریم و این را مدیون خود و دیگران هستیم تا آن را به بهترین زندگی ممکن برای خود و همه کسانی که این سیاره شکننده را با آنها تقسیم می‌کنیم، بسازیم. اعتقاد اومانیست این است که وقتی مردم آزادانه خودشان فکر کنند و از عقل و دانش خودشان به عنوان ابزار خود استفاده کنند، به بهترین وجه می‌توانند مشکلات این دنیا را حل کنند. قدردانی از هنر، ادبیات، موسیقی و صنایع دستی که میراث ما از گذشته است و از خلاقیتی که اگر تغذیه شود، می‌تواند به‌طور مداوم زندگی ما را غنی کند، دستورکار اومانیسم است. اومانیسم در مجموع، فلسفه کسانی است که عاشق زندگی هستند. انسان گرایان مسئولیت زندگی خود را بر عهده می‌گیرند و از این ماجراجویی که بخشی از اکتشافات جدید باشند، در جستجوی دانش جدید باشند، و دنبال گزینه‌های جدید هرچیزی باشند لذت می‌برند. اومانیست‌ها به جای یافتن آرامش در پاسخ‌های پیش ساخته برای پرسش‌های بزرگ زندگی، از بی پایان بودن یک جست و جو و آزادی اکتشاف که مستلزم آن است، لذت می‌برند.

### انجمن بین‌المللی انسان‌گرایی
اومانیسم یک جهان بینی دموکراتیک و اخلاقی است که تأیید می‌کند انسان‌ها حق و مسئولیت دارند که به زندگی خود معنا و شکل دهند. این به معنی ساختن جامعه ای انسانی تر (در مقابل جامعه ای خدایی تر) از طریق اخلاق مبتنی بر ارزش‌های انسانی و دیگر ارزش‌های طبیعی با روح عقل و تحقیق آزاد از طریق توانایی‌های انسانی است. در این دیدگاه خداباوری نقشی ندارد و دیدگاه‌های ماوراء طبیعی از واقعیت را نمی‌پذیرد.

## معرفی انسان‌گرایی از دیدگاه روان‌شناسی
انسان گرایی به یک مکتب فکری گفته می‌شود که پیروان آن معتقدند موجود انسانی با سایر گونه‌های حیات متمایز است و روابط بین فردی و شناخت خود یکی از موضوعات مهم در انسان گرایی است.
باور انسان گرایان در تضاد با نظریه پردازان شرطی سازی این است که همه رفتارهای انسان‌ها نتیجه پیامدهای رفتار است. حیطه‌های مورد علاقه انسان گرایان شامل مطالعه خود، انگیزش و روابط میان فردی است. انسان گرایان دارای علایق و نظرگاه‌های متفاوتی هستند. دیدگاه اکثر انسان گرایان (انسان گرایان مدرن یا انسان گرایان طبیعت‌گرا) ریشه در دیدگاه‌های ارسطو و سقراط دارد.
فلسفه انسان گرایی طبیعی به شدت تحت تأثیر فلسفه نوین گرایی است. ورود فلسفه طبیعت‌گرایی به انسان گرایی باعث رد تمام دیدگاه‌های مابعدالطبیعه گشته و روی استدلال علمی دموکراسی و همدردی انسانی و نیز حقوق طبیعی انسانی تأکید می‌کند. دیدگاه انسان گرایی دیدگاهی است که بر طبق آن انسان اشرف مخلوقات شناخته شده و به دو شاخه تقسیم می‌شود: دیدگاه غیر دینی و دیدگاه دینی. در انسان گرایی غیر دینی اعتقاد بر این است که ماهیت منحصر به فرد انسان استعدادهای بی همتای شخصی اوست که باید رشد کند و تحول یابد. انسان گرایان دینی نیز با پذیرش ویژگی‌های منحصر به فرد انسان‌ها دین را عامل مهمی برای تحول درونی در انسان می‌دانند؛ لذا دیدگاه دینی و غیردینی به غیر از موضوع قبول یا انکار دین، وجوه مشترک بسیاری دارند. گروه‌های معتقد دینی با نظریات رد خدا به شدت مخالف‌اند. آنان ریشه‌های فکری خود را از افلاطون و آگوستین و مذاهب مختلف گرفته‌اند. به اعتقاد آن‌ها انسان گونه‌ای ممتاز و برتر از سایر گونه هاست. خدا یا هستی برتر در مرکز هستی قرار دارد. مریتین و دی کاردین دو مدافع اصلی رویکرد خداگرایانه یا خدامحور هستند. از دیدگاه آنان انسان موجودی مادی و معنوی، خردمند و دارای آزادی اراده است و عالی‌ترین هدف انسان آن است که از روی اراده اجابت کنند و مطیع قوانین دینی باشد

## پیشینه
کلمه «انسان گرایی» (humanism) از ریشه لاتین کلمه humanitas مشتق شده است. این کلمه در قرن نوزدهم به فرهنگ لغت انگلیسی راه پیدا کرد. هرچند تاریخ شناسان دربارهٔ اینکه این مفهوم از گذشته‌های بسیار دور اختراع و توصیف شده‌اند هم عقیده‌اند. به عقیده آن‌ها این مفهوم شامل معانی مختلفی که به (humanitas) مربوط می‌شود، می‌باشد که هردو شامل خیرخواهی متقابل با دیگر افراد و ارزش‌هایی است که توسط انسانیت بونایی یا یادگیری انسانی به ارمغان می‌آورد.

## تاریخچه
در سال ۱۸۰۸ فردریک ایمانوئل نییتهامر کومیسیونر آموزشی باواریا برای اولین بار واژه "Humanismus" به معنی انسان‌گرایی را ابداع کرد و آن را به عنوان توصیفی برای ارائه برنامه درسی جدیدش در مدارس متوسطه آلمان در نظر گرفت. و در سال ۱۸۳۶ کلمه «انسان‌گرایی» به زبان انگلیسی راه یافت. پس از ابداع این کلمه در سال ۱۸۵۶ در سراسر دنیا مورد قبول همگان واقع شد و همچنین در همان سال جورج ویگت تاریخ‌شناس و فیلسوف آلمانی از این کلمه برای توصیف انسان‌گرایی رنسانس که به عنوان جنبشی که در رنسانس ایتالیایی شکوفا شد تا تجسم یادگیری کلاسیک را زنده کند، استفاده کرد که استفاده از آن در بین تاریخ نویسان در بسیاری از کشورها، به ویژه کشور آلمان، پذیرفته گردید.
اما در اواسط قرن هجدهم، در طی روشنگری فرانسه، شکلی از این واژه مورد استفاده قرار گرفت که بیشتر ایدئولوژی بود. در سال ۱۷۶۵، یک نویسنده ناشناس روشنگر فرانسوی در یک نشریه اینگونه گفت که: " عشق بشری… فضایی نامعلوم میان ماست و ما آن را به عنوان "انسان‌گرایی" خواهیم نامید، و زمان آن رسیده که برای این چیز زیبا و ضروری کلمه ای انتخاب کنیم. "
نیمه دوم قرن ۱۸ و اوایل قرن نوزدهم شاهد به وجود آمدن جوامع متعدد «جوامع بشردوستانه» و جوامع خیرخواه بود، که در جهت بهبود انسان و گسترش دانش پیشرو بود. (در برخی از جوامع مسیحیان نیز به چشم می‌خورد)

## پیشگامان

### آسیای جنوبیباستانی
فلسفه‌های که بر انسان متمرکزند فراطبیعی را که ممکن است حدود ۱۵۰۰ سال پیش از میلاد در سیستم لوکایاتای فلسفه هندی یافت شود را، رد می‌کنند.

### چین باستان
فلسفه کنفوسیوس (فیلسوف چینی) (۵۵۱–۴۷۹ پیش از میلاد) که نهایتاً پایهٔ ایدئولوژی موفقیت خاندان‌های پادشاهان چینی و سیاستمداران نزدیک به آن‌ها در آسیای شرقی شد؛ که این ایدئولوژی شامل چندین نشانهٔ انسان گرایی مانند ارج دادن به انسان و زندگی بشر و نادیده گرفتن عرفان و خرافات بود. این خرافات شامل تفکر و تعمق دربارهٔ ارواح و زندگی پس از مرگ بود. در فلسفهٔ کنفوسیوس از این ارزش‌ها به وضوح حمایت می‌شود و این ارزش‌ها را در مکتب‌های فلسفی خود، به دانش آموزانشان منتقل می‌کردند.

### یونان باستان
قرن ششم قبل از میلاد، فیلسوفان قبل از سقراط همانند ثالس از میلتوس و زنوفانس از کولوفون اولین افراد در آن نواحی بودند که تلاش کردند که جهان را از لحاظ دین انسانی به جای اسطوره و سنت توضیح دهند، بنابراین می‌توان گفت که نخستین انسان شناسان یونانی به‌شمار می‌روند.
محققان ریشه‌های فکر اومانیسم را در یونان باستان می‌جویند. پروتاگوراس ۴۵۰ سال قبل از میلاد مسیح برخی از ایده‌های بنیادی اومانیسم را مطرح کرد. سقراط از «نیاز به شناخت خود» صحبت کرد. اندیشه‌های سقراط تمرکز فلسفه زمان خودش را از طبیعت به انسان گرداند. اپیکور فلسفه اثرگذاری رو مطرح کرد که بنای آن بر «یودای مونیا» بود. این کلمه رو به «خوشحالی، یا رفاه یا روح شاد» ترجمه کردند. خوشبختی انسان، خوب زیستن، دوستی و پرهیز از افراط و تفریط، عناصر کلیدی فلسفه اپیکوری بود که در جهان پس از هلنی و بعد از اون به شکوفایی رسید. محققان زیادی تأیید می‌کنند که ویژگی‌های انسانگرایانه اندیشه یونان باستان ریشه اومانیسمی است که دو هزار سال بعد مطرح و به فعلیت رسید.

### اسلام قرون وسطی
بسیاری از متفکران مسلمان قرون وسطایی در جستجوی دانش، معنا و ارزش‌ها، گفتمان انسانی، عقلانی و علمی بودند. طیف گسترده‌ای از نوشته‌های اسلامی در مورد عشق، شعر، تاریخ و الهیات فلسفی نشان می‌دهد که تفکر اسلامی قرون وسطایی برای ایده‌های انسانی فردگرایی، سکولاریسم، مذهب شکاکیون و لیبرالیسم بی‌آلایش بود. ترجمه‌های عربی ادبیات یونان باستان در دوران خلافت عباسی در قرون هشتم و نهم بر فیلسوفان اسلام تأثیر گذاشت. بسیاری از متفکران مسلمان قرون وسطایی در جستجوی دانش، معنا و ارزش‌ها به دنبال گفتمان انسان‌گرایانه، عقلانی و علمی بودند. مدارسی در بغداد، بصره و اصفهان تأسیس شد که آموزه‌های ترکیبی از اسلام و انسان‌گرایی را آموزش می‌داد. نمونه‌های بارز آن خیام، زکریای رازی و ابن راوندی هستند.

### رنسانس
رنسانس دوره ای بود که از قرن ۱۴ شروع شد و تا قرن ۱۷ ادامه داشت. رنسانس در یک کلمه یعنی تولد مجدد فرهنگ، اقتصاد، سیاست و هنر در اروپا. چرا تولد مجدد؟ چون همه این عناصر به شکلی در یونان باستان نمود داشته است و حالا بشر در دوران رنسانس سعی می‌کند همان عناصر را باز احیا کند. در رنسانس یا عصر تاریکی (قرون وسطی) روح آزادی و خودمختاری (خودانگیختگی) انسان از دست رفته بود، پایه‌گذاران اومانیسم به دنبال بازگرداندن این آزادی بودند و راهش را از طریق ادبیات کلاسیک یافتند. آزادی مطرح در اندیشه اومانیستی در تقابل با تفکر پذیرفته شده قرون وسطا بود که بر اساس آن، امپراتوری، کلیسا و اصول فئودالیته، نگهبانان نظم حاکم بر جهان تلقی می‌شدند و انسان مجبور به پذیرش صرف بود. کلیسای قرون وسطا القا کننده این تفکر بود که تمامی امور اعم از مادی و روحانی که مورد نیاز بشر است (از نان روزانه گرفته تا حقیقت روحانی) برگرفته از نظمی است که انسان متعلق به آن است و سران روحانی، مفسران و نگهبانان آن نظم حاکم بر جهان هستند. از پترارک (قرن ۱۴ میلادی) به عنوان پدر اومانیسم یاد می‌شود. او بخاطر علاقه به شناسایی نوشته‌های کلاسیک فهرستی از آثار و تقسیم آن‌ها به چهار رشته اصلی علم بلاغت، فلسفه اخلاق، شعر و دستور زبان تهیه کرد. این آثار به پایه مطالعات انسانگرایانه تبدیل شدند. راه پترارک توسط افراد دیگری ابتدا در ایتالیا و فرانسه و بعدها در شمال اروپا بویژه در هلند توسط اراسموس ادامه یافت. فلسفه شکاکیت، نگاه نو به مقوله دین، ریاضیات و علوم دیگر با نگاه‌های اومانیستی ترکیب شدند.

### روشنگری
روشنگری جنبش فلسفی در قرن ۱۸ است که طی آن باورهای اجتماعی، سیاسی و دینی جای خود را به عقل‌گرایی دادند. در این دوره اومانیسم پای خود را از مقوله دین و ادبیات فراتر گذاشت. علم، عقل و روشنفکری پیشرفت کرد و ذهن به عنوان وسیله ای برای درک جهان جایگزین خدا شد. الهیات دیگر به اخلاق انسانی دیکته نمی‌کرد و ارزش‌های انسان گرایانه (مانند مدارا و مخالفت با برده داری) شروع به شکل‌گیری کردند. اکتشافات تکنولوژیکی که زندگی را تغییر داده بود به مردم عادی این امکان را داد که با اخلاقیات جدید و اعتماد بیشتر نسبت به نوع بشر و توانایی‌های آن با دین روبرو شوند. ایده‌های جدید فلسفی، اجتماعی و سیاسی ظاهر شد. برخی از متفکران، خداباوری را کاملاً رد کردند و جریان‌های مختلفی شکل گرفتند: الحاد، دئیسم و دشمنی با دین سازمان یافته. در این دوره بود که اسپینوزا گفت «خدا یعنی کلیت طبیعت». طبیعت‌گرایی (ناتورالیسم) در این دوره رشد و توسعه یافت. بارون گفت که «دین برپایه ترس بنا نهاده شده است و در طول تاریخ به ظالمان خدمت کرده است». مفهوم انتزاعی «انسان» شکل گرفت. به این معنی که تا آن زمان در ادبیات و دین صحبت از انسان‌ها بود، صحبت از اربابان، برده‌ها، پادشاهان، جنگ سالاران، سربازان، زنان. اما به تنهایی صحبت از «انسان» (شکل انتزاعی انسان) نمی‌شد. اینجا بود که کلمه انسان به جای انسانها وارد متون ادبی و رسمی شد که در «قرارداد اجتماعی» روسو مشهود است «انسان آزاد به دنیا می‌آید، اما همه جا در زنجیر است. Man is born free but everywhere is in chains.» توماس پِین کتاب «حقوق بشر» The Rights of Man را نوشت و در این کتاب کلمه انسان را به شکل مفرد به کار برد و برداشت جهانی از واژه انسان را رونمایی کرد. با کمک نوشته‌های دیگر، راه برای ماتریالیسم توماس هابز باز شد. هدف این بود که به جای گرفتن موضع منفعلانه در برابر طبیعت (تقدیر)، طبیعت و تاریخ را قلمرو حکومت خود سازند، یعنی سرشت شان را خودشان رقم بزنند و قوانین طبیعت را در خدمت خود بگیرند (علم گرایی).

### خردمندان ایسلندی
محققانی همچون جیکوب گریم، جی.آر.آر. تالکین و ای. ﭐ. جی. تورویله-جریانی از فلسفه انسان گرایی در اثرات خردمندان ایسلندی یافتند. مردم بی خدا توصیف شدند و این تنها به معنی کمبود ایمان و عقیده در فلسفه انسان گرایی نبود، بلکه به معنی عقیده ای عملگرا در استعدادهایی همچون قدرت، عقل و پرهیزکاری بود و در نظام اجتماعی به معنی احترام به استقلال فراطبیعی بود.

## گفتمان‌های انسان‌گرایی
بر مبنای دوره تاریخی از چهار گفتمان کلان اومانیستی سخن گفته شده است؛ هر یک از این چهار گفتمان می‌تواند به اومانیسمهای خردتری تقسیم شود. این چهار گفتمان عبارتند از اومانیسم کلاسیک، اومانیسم رنسانس، اومانیسم روشنگری و اومانیسم قرن بیستم. همچنین می‌توان تعریفی اختیار کرد که اومانیسم را با فیلسوف یا نهضت فلسفی خاصی پیوند می‌دهد؛ نظیر اومانیسم مارکسیستی، اومانیسم هایدگری یا اومانیسم اگزیستانسیالیستی و…
در یک تقسیم‌بندی دیگر اومانیسم به دو دسته کلی تقسیم می‌شود: ۱. اومانیسم انسان مرکز در این شیوه نگرش اومانیستی مذهب مخرب و مردود است یا مُسکنی است که می‌توان انسان را از آن بی‌نیاز کرد. این اومانیسم خود به دو دسته تقسیم می‌شود :الف اومانیسم دئیستی: ممکن نبودن ارتباط با خدا؛ ب اومانیسم آته ایستی: تفکر الحادی - افراطی و انکار خدا. ۲. اومانیسم مذهبی و خدامرکز: در این شیوه نگرش اومانیستی، دامنه مذهب محدود می‌گردد و تنها وجهی از وجوه متعدد حیات آدمی را دربرمی گیرد.

### اومانیسم کلاسیک
با سوفسطائیان و سپس با سقراط، افلاطون و ارسطو سیر تفکر از هستی‌شناسی و کیهان‌شناسی و طبیعت‌شناسی به انسان‌شناسی تحول یافت و انسان بدل به پرسش اساسی گردید. تا قبل از این دوران پرسش اساسی این بود که طبیعت چیست، اما بعد از این دوران پرسش این شد که انسان چیست، در واقع کانون و مرکز فکر و تفکر تغییر کرد و بر محور انسان، انگیزه‌ها و علایق او شکل گرفت. در این دوران حتی اخلاق زیر ذره بین عقل رفت و به روش علمی مورد نقد و پرسش قرار گرفت. «انسان میزان هرچیز است» پروتاگوراس در این دوره گفته شد. این دوره اوج خودش را در سقراط می‌بیند تا جایی که تنها جهانی که سقراط می‌شناسد، عالم انسان است و تمام تحقیقاتش محدود به این عالم است. سقراط در ساله «آپولوژی» می‌گوید «زندگی که در آن تأمل و معاینه (جستجو) نباشد، به زحمتش نمی‌ارزد». در واقع سقراط فلسفه را «از هستی‌شناسی به انسان‌شناسی کشاند» و مسائل اخلاقی و در نتیجه سیاسی را اساس تفکر و پژوهش فلسفه قرار داد. برای اینه که سقراط، سقراطه هنوز هم. اینجا تعریف ماهیت «انسان» معنای سیاسی به خودش میگیره، ارسطو انسان را «حیوان سیاسی» یا اجتماعی تعریف میکنه؛ یعنی اینکه ذات انسان در جهان وجود داره بخاطر اینه که انسان در «مدینه» در «اجتماع انسانی» زیستن میکنه. در حالی که تا قبل از ارسطو و در نزد متفکران تمدن‌های پیشین ذات انسان در جهان به دلیل حضور او در پیشگاه خدا یا خدایان است. از نظر ارسطو انسانی که قادر به زندگی کردن در جامعه نباشد، یا خدا است یا جانوری وحشی.

### اومانیسم رنسانس
در نیمه دوم قرن ۱۴ میلادی در ایتالیا پدید آمد. با این هدف که: آثار نویسندگان قدیم یونان و روم را مطالعه کنید. این جنبش، بیشتر فلسفی و ادبی بود. آن‌ها به دنبال زنده کردن میراث ادبی و هنری دوران باستان بودند. انسان‌های دورهٔ رنسانس از طرفی از باورهای دینی خسته‌شده بودند و از طرفی به دنبال جایگزین کردن تفکری به جای ان بودند؛ زیرا کلیساها، آزادی افکار و عقیده را از آن‌ها گرفته بود و به قطعی بودن سرنوشت و تغییرناپذیر بودن آن توسط انسان تأکید داشت و به نوعی بردگی برای انسان‌ها به ارمغان می‌آورد. سپس با توجه به اندیشمندان یونان باستان که به همه چیز نگاه عقلانی داشتند تصمیم به تشکیل جهان‌بینی نوینی بر پایهٔ عقل به نام اومانیسم کردند. از مهم‌ترین اومانیست‌های این دوره می‌توان به دانته، پترارک، لامیراندولا، اراسموس و بوکاچو اشاره کرد. پیکوت لامیراندولا (نویسنده دوره رنسانس ایتالیا) در خطابه «مقام انسان» از قول خدا می‌گوید: «ای انسان، من به تو به مقامی از پیش مقدرشده یا سیمایی مخصوص یا امتیازات ویژه‌ای اعطا نکرده‌ام زیرا تو باید سرشت خویش را بدون فشار هرگونه حصاری و صرفاً به‌وسیله قدرت اختیاری که به تو واگذار کرده‌ام معین نمایی. من تو را مرکز جهان قرار داده‌ام به‌طوری‌که می‌توانی از آن نقطه آنچه را در جهان است بهتر ببینی. من تو را آسمانی یا زمینی، فانی یا باقی نساخته‌ام درحالی‌که می‌توانی مانند یک استاد مطلق و مختار قالبی بریزی و خود را به‌همان شکل که انتخاب کرده‌ای بسازی.»

### اومانیسم عصر روشنگری
این گفتمان برخلاف اومانیسم رنسانس که جنبهٔ سلبی بیشتری دارد، بیشتر جنبه ایجابی دارد. دوره روشنگری، اومانیسم یک چهره فلسفی به خودش گرفت. انسان تبدیل به یک شیء زیست‌شناختی دارای عقل شد. انسان بنیاد و مرکز عالم شد و فکر کردن ابزار اصلی برای سلطهٔ فنی بر واقعیت شد. دیدرو: تنها وجود انسان است که به وجود موجودات دیگر معنا می‌دهد، زیرا انسان تنها نقطه آغاز و پایانی است که همه چیز باید به او مرتبط شود.

### اومانیسم قرن بیستم
در قرن بیستم حداقل ۴ نوع اومانیسم پدید آمد: اومانیسم مارکسیستی، اومانیسم پراگماتیسم، اومانیسم اگزیستانسیالیسم و اومانیسم پرسونالیسم. هرکدام از این گفتمان‌ها توضیح مستقلی دارند. اما به‌طور کل جنبش‌های اومانیستی قرن بیستم، معمولاً غیرمذهبی و همسو با سکولاریسم هستند. در اغلب موارد، اومانیسم به دیدگاهی غیر خداباورانه با محوریت عاملیت انسان، و تکیه بر علم و عقل به جای وحی از یک منبع ماوراء طبیعی برای درک جهان اشاره دارد. اومانیست‌ها تمایل دارند از حقوق بشر، آزادی بیان، سیاست‌های مترقی و دموکراسی دفاع کنند. کسانی که جهان بینی اومانیستی دارند معتقدند دین پیش شرط اخلاق نیست و به درگیری بیش از حد مذهبی با آموزش و دولت اعتراض دارند.

## اومانیسم و دین
از دیدگاه دینی دو نوع اومانیسم داریم: اومانیسم «انسان-مرکز» و اومانیسم «خدا-محور». در انسان محور، انسان، مرکز عالم، خالق همه چیز حتی خدای خویش است. در نوع دوم یعنی اومانیسم خدامحور، خداوند محور هستی است و آدمی در داخل این دایره که محورش خداوند است زیست می‌کند اما تکیه اش بر خدا نیست بلکه بر توانایی خودش هست. برخی، از انسان گرایی، به عنوان ایمان به خدای حقیقی یعنی ایمان به خود انسان یاد می‌کنند. از نظر آن‌ها با این که یک ندای درونی در انسان می‌گوید که خدا هست ولی چون انسان آن را نمی‌بیند پس نباید در مورد آن اظهار نظر نماید و فعلاً آن چیزی که هست و انسان آن را می‌بیند، خود انسان است و در واقع انسان همان خداست و به اندازهٔ تمام انسان‌ها خدا وجود دارد. با وجود مخالفت اومانیست‌ها با الهیات و ریاضت‌های قرون وسطایی، آنها شخصیتی ضد مذهبی یا ضد مسیحی نداشتند و علاقه ایشان به دفاع از ارزش و آزادی انسان، آنها را به مذاکره دربارهٔ خداوند، قدرت وی و مسائل حدیثی دربارهٔ روح، بقای روح و آزادی آن - که معمولاً به همان صورت سنتی قرون وسطایی انجام می‌گرفت - سوق می‌داد. به هر حال، در اومانیسم این مفاهیم و موضوعات معنای جدیدی به خود گرفت، زیرا آنها مفهوم درک و تصدیق را برای توانایی ابتکار انسان در عالم قائل بودند و از این توانایی در حوزه مذهبی نیز دفاع می‌کردند. جیانوتزو مانتی Giannozzo Manetti در کتاب رجال بزرگ اومانیسم آورده است که کتاب مقدس فقط بیانیه‌ای جهت سعادت مافوق دنیوی نیست، بلکه بیانیه‌ای برای سعادت زمینی نیز می‌باشد. به عقیده مانتی، مذهب همان اعتماد به ارزش عمل انسان، کامیابی این عمل و پاداش وی در حیات اخروی است. او نیز مانند لونزو والا و بسیاری دیگر وظیفه بنیانی مذهب را، حمایت از انسان در عمل حیات حقوقی و همچنین فعالیت سیاسی می‌داند. اومانیست‌ها معتقدند عدم پای بندی به یک دسته اصول مذهبی باعث از هم پاشیدن شالوده‌های نظام اجتماعی خواهد بود. دیدگاه‌های مذهبی اومانیسم عمیقاً با روح مدارا اشباع شده بود. واژه مدارا و تساهل که تحت تأثیر جنگ‌های مذهبی در قرون شانزدهم و هفدهم مطرح شد به امکان همزیستی مسالمت‌آمیز در میان اعتقادات مختلف مذهبی - که همچنان متمایز از یکدیگر باقی می‌مانند و قابل تبدیل به یک عقیده واحد نیستند - اشاره دارد. به همین دلیل اومانیست‌ها بینش بردبارانه را از نظریه وحدت اساسی همه ایمان‌های مذهبی و امکان صلح عالم‌گیر مذهبی اخذ کردند. از طرف دیگر، پیکودلامیراندولا با الهام از نظریه مدارا پیام‌آور صلحی جدید شد که این سازش تمامی مذاهب و فلسفه‌های جهان را به خود جلب کرد. خطابه «در مقام انسان»(Oration on the Dignity of man) طرح بنای صلحی عالم‌گیر را با سازگار نشان دادن تفکر افلاطونی و ارسطویی پیشنهاد نمود. همچنین پیکو پیشنهاد سازگاری میان این دو عقیده و فلسفه‌های دیگر عهد باستان، کابالا، (عرفان یهودی) سحر و جادو، پاتریستیک (مربوط به نخستین پدران کلیسا) و مکتب مدرسی را ارائه داد و پیشنهاد هماهنگی فلسفه و مسیحیت و وحی مذهبی مربوط به پیکودلامیراندولا بود.

## جمعیت‌شناسی اومانیسم‌های امروز
داده‌های جمعیت‌شناختی اومانیست‌ها پراکنده است. مرکز تحقیقات Pew مطالعه‌ای درمورد اومانیست‌ها انجام داد. محققی به اسم یاسمین ترژو (Yasmin Trejo) با بررسی نتایج مطالعه این مرکز پاسخ‌های ۲ سؤال خاص را با هم ترکیب کرد: "آیا به خدا یا روح جهانی؟ اعتقاد دارید " (او کسانی را انتخاب کرد که پاسخ «نه» دادند) و «وقتی نوبت به سؤالات درست یا غلط می‌رسد، کدام یک از موارد زیر را بیشتر برای راهنمایی دنبال می‌کنید؟» (انتخاب پاسخ‌های «اطلاعات علمی» و «فلسفه و عقل»). یافته‌های ترژو به این ترتیبه: ۳۷ درصد اومانیست‌ها ملحد، یعنی خداناباور هستند، ۱۸ درصد اومانیست‌ها ندانم گرا (یا آگنوستیک). ۱۶ درصد اومانیست‌ها دارای گرایش‌های مذهبی و ۲۹ درصد هیچ نظری ندارند.
نکته جالب اینکه بیشتر اومانیست‌ها (۸۰ درصد) با پیشینه مذهبی بزرگ شده‌اند. از هر ۱۰ اومانیست، شش نفر با همسران غیر مذهبی ازدواج می‌کنند، در حالی که از هر چهار انسان گرا، یک نفر با یک مسیحی ازدواج می‌کند. یک شکاف جنسیتی در میان انسان گرایان وجود دارد و ۶۷ درصد آن‌ها مرد می‌باشند. ترژو می‌گوید بیشتر آتئیست‌ها مرد هستند، در حالی که زنان به دلیل اجتماعی بودن، نفوذ جامعه و کلیشه‌ها، پیوندهای قوی‌تری با مذهب دارند. یافته‌های دیگر به سطح تحصیلات بالای بیشتر انسان‌گرایان اشاره می‌کنند که نشان‌دهنده وضعیت اجتماعی-اقتصادی بالاتر است. جمعیت غالب انسان‌گرایان سفیدپوست غیر اسپانیایی هستند.

## پراکندگی جغرافیایی اومانیست‌ها
شرق دور: در این منطقه آمیزه‌های کنفسیوس با اومانیسم التقاط پیدا کرده و دو نوع اومانیسم کنفسیوسی پدید آمده است: اومانیسم قومی- تاریخی و اومانیسم فرهنگی- فلسفی. هر دو نوع اومانیسم کنفوسیوس، انسانیت یا رِن را به عنوان ارزش اصلی خود در نظر گرفتند. روح اومانیسم کنفوسیوس در یک باورهایی ظاهر شد که شامل اینهان: پیوستگی ذهن و بدن، هماهنگی خود با دیگری، طنین همسان آدمی با کیهان، و آمیختگی گذشته و حال.
آفریقا: سرزمین تهاجمات فرهنگی و سیاسی در طول تاریخ بوده است. نژادپرستی و بی‌عدالتی مفاهیمی است که آن‌ها بیش از دیگر مرد تجربه کرده‌اند. اومانیسم آفریقایی هم با توجه به همین پس زمینه تاریخی-فرهنگی شکل می‌گیرد یا نمی‌گیرد. مسیحیت و اسلام، قبل از تهاجم سیاسی اروپا، مفاهیم و ارزش‌های بکری از انسان و زندگی انسان را به آفریقایی‌ها معرفی کردند و مفاهیم و ساختارهای سیاسی و اجتماعی جدیدی را ایجاد کردند. همه اینها باعث شده است که فیلسوفان آفریقایی و بینش‌پردازان سیاسی به سراغ شیوه‌های فکری بومی آفریقا، چه سکولار و چه با برخی تمایلات ماوراء طبیعی، به عنوان مخزن مفاهیم بهتری از طبیعت بشری که جهان شکسته‌شده را التیام می‌بخشد، رسیده است. این اندیشمندان معتقدند که نظریه‌های معرفت شناختی که اومانیسم هم برداشت نادرستی از ماهیت انسان دارد، این برداشت‌های نادرست منجر شده به نظریه‌هایی که بی عدالتی، نژادپرستی و نابرابری در سراسر جهان ایجاد بشود. فیلسوفان آفریقایی برخلاف اومانیست‌ها که بر انسان متمرکز هستند، تأکید زیادی بر پیوستگی و ارتباط ماهیت انسان با طبیعت دارند.
خاورمیانه: مسلمان به اومانیسم به چشم میوه و ثمره خاص رنسانس اروپایی نگاه کرده و می‌کند. کتاب دستنامه اومانیسم آکسفورد این ادعا رو حول محور سه لایه بررسی می‌کند اول: اومانیسم با وجود آنکه بر امور دنیوی متمرکز است و نه اخروی، نه تنها با «دنیوی» بودن اخلاق اسلامی سازگار است، بلکه از لحاظ تاریخی نیز توسط اخلاق اسلامی تشویق هم شده است. دوم، اصلاح‌طلبان مدرنیست مسلمان، اومانیسم را عصر «مدرن» پیشین در تاریخ خاورمیانه به تصویر می‌کشند که امروز حتی به دنبال تجدید اون دوران هم هستند. سوم اینکه از آنجا که اومانیسم شکلی از انسان‌محوری است، ایده‌های خداباورانه ای مانند انسان کامل یا خلیفه الله فی الارض، اجازه می‌دهد که چنین اومانیسمی در درون یک خدامداری اسلامی گسترده‌تر گنجانده بشود.
آمریکای شمالی و لاتین: اومانیسم در آمریکا بسیار متنوع است. هم از دیدگاه‌های فلسفی متفاوت است، هم اجتماعاتی که شکل گرفته و هم تأثیری که بر علم و هنر و ادبیات گذاشته و یکی از دلایل آن زبان انگلیسی است.
اروپا: اومانیسم در اروپا بیشتر متمرکز بر اومانیسم سکولار هست که در دستنامه از طریق سازمان‌ها و نهادی اومانیستی در این قاره آن را بررسی کرده است. در این کتاب نوشته شده نهادهای اومانیست سکولار ملی و بین‌المللی که پس از جنگ جهانی دوم تأسیس شده‌اند، ریشه‌های آزادی مذهبی، آزاداندیشی، آزادی اخلاقیات، آزادی الحاد و عقل‌گرایی را از قرن نوزدهم در اروپا به وجود آوردند، پرورش دادند و تغییر دادند و آن‌ها را با تغییرات اجتماعی، فرهنگی و جنبش‌های سیاسی تنظیم کردند. سکولاریته‌های چندگانه (Multiple Secularities) همان اومانیسم غیردینی اروپاست که از طریق ملل و فرهنگ‌های مختلف داخل اروپا مسیرهای مختلفی برای رسیدن به اشکال متنوعی از اومانیسم سکولار ایجاد کرده‌اند. این گونه‌ها جهان بینی‌ها و ارزش‌های مشابهی دارند اما از نظر شکل‌های سازمانی، شیوه‌ها و خط مشی‌ها از هم متمایز هستند.

## اشکال متنوع اومانیسم
اومانیسم علمی اشاره به تکیه و تأکید تفکر غالب اومانیستی بر متد علمی دارد. اومانیسم ادبی، علاقه و دل‌بستگی اومانیست‌ها را به علوم انسانی، مثل زبان، ادبیات، فلسفه و تاریخ نشان می‌دهد. اومانیسم فرهنگی، اشاره به این دارد که معرفت تنها از طریق روش عقلانی حاصل می‌شود و ریشه در یونان و روم قدیم دارد. اومانیسم فلسفی نظر به فلسفه‌ای دارد که بر حوایج و نیازهای انسان متمرکز است. گاهی هم اومانیسم با نام فرد یا مکتبی خاص همراه است، مثل اومانیسم مارکسیستی، پراگماتیستی، اگزیستانسیالیستی و هایدگری.
اومانیسم پراگماتیستی ریشه در فلسفه متفکران پراگماتیست آمریکا، مثل چارلز پیرس، جان دیوئی، ویلیام جیمز و شیلر دارد. آنان چیزی به نام ذات و ماهیت انسانی را نمی‌پذیرند، عقل انسانی را ارج می‌نهند، اما آزادی و اختیار او را برنمی‌تابند و می‌گویند: شخص، آن چیزی است که در عملِ خود ظاهر می‌شود.
اومانیسم اگزیستانسیالیستی که بر عقل و توان آن کمتر تأکید می‌کند، بیشترین تأکیدش بر اختیار و آزادی انسان است؛ در اومانیسم مارکسیستی، فرد بیشتر ساخته و پرداخته ارتباطات اجتماعی و شرایط خاص تاریخی است. مارکسیست‌ها منکر ماهیتِ مستقل انسان هستند و بیشتر بر روابط اجتماعی وی اصرار دارند. همچنین به جای اختیارِ انسان به نوعی جبر تاریخی تأکید دارند؛ امانیسم هایدگری، بیشتر به انسان از منظری وجودی می‌نگرد. هایدگر معتقد است که اومانیسمِ عصر روشن‌گری راه خطا پیموده و در تبیین ماهیت انسان بر طبیعت عقلانی وی تأکید گذارده و نتوانسته دریابد که تنها منشأ ماهیت انسان در وجود و ارتباط اصیل انسان با وجود نهفته است. (Luik) وجه مشترک همه این گرایش‌های اومانیستی تکیه بر انسان و شأن و منزلت او در هستی و تأکید بر توان‌مندی‌ها و قابلیت‌های وی در فهم طبیعت و کوشش برای سامان‌دادن زندگی است.
اومانیسم سکولار به عنوان یکی از شقوق اصلی اومانیسم بهتره یک نگاه ویژه بندازیم به اومانیسم سکولار. اومانیسم سکولار یک فلسفه، نظام اعتقادی یا موضع زندگی است که عقل انسانی، اخلاق سکولار، و طبیعت‌گرایی فلسفی را در بر می‌گیرد و در عین حال جزم اندیشی مذهبی، ماوراء طبیعت‌گرایی و خرافات را به عنوان مبنای اخلاق و تصمیم‌گیری رد می‌کند. اومانیسم سکولار چنین فرض می‌کند که انسان‌ها بدون دین یا اعتقاد به خدا می‌توانند اخلاقی بوده و با مطابق وجدانشان عمل کنند. با این حال، فرض نمی‌کند که انسان‌ها ذاتاً خوب یا شر هستند، و همچنین انسان را برتر از طبیعت معرفی نمی‌کند. در عوض، موضع زندگی انسان گرایانه بر مسئولیت منحصر به فرد بشریت و پیامدهای اخلاقی تصمیمات انسانی تأکید می‌کند. اساس مفهوم اومانیسم سکولار این دیدگاه قوی است که ایدئولوژی - چه مذهبی و چه سیاسی - باید به‌طور کامل توسط هر فردی مورد بررسی قرار گیرد و نه اینکه صرفاً از نظر ایمان پذیرفته یا رد شود. در کنار این، بخش اساسی اومانیسم سکولار، جستجوی مستمر برای حقیقت، عمدتاً از طریق علم و فلسفه است. بسیاری از انسان گرایان سکولار کدهای اخلاقی خود را از فلسفه فایده گرایی (Utilitarianism)، طبیعت‌گرایی اخلاقی یا اخلاق تکاملی می‌گیرند و برخی از علم اخلاق دفاع می‌کنند.

## مکتب‌های برخاسته از اومانیسم
1. کمونیسم، (Communism) که در آن اومانیسم می‌تواند بیگانگی انسان از خویش را که محصول مالکیت خصوصی و جامعه سرمایه‌داری است منسوخ نماید.
2. پراگماتیسم، (Pragmatism) به دلیل دیدگاه انسان محورانه‌ای مانند نظریه پروتاگوراس، انسان را میزان تمام چیزها می‌داند.
3. پرسونالیسم یا اصالت شخص، (Personalism)(مکتب اصالت روح)(Spiritualism) که قابلیت انسان را برای اندیشیدن به حقایق ابدی برای وارد شدن به ارتباطی با واقعیت متعالی اثبات می‌کند.
4. اگزیستانسیالیسم، (Existentialism) که برای هیچ عالم دیگری جز عالم انسانی (عالم ذهنیت) (Subjectivity) اصالت قائل نیست.
5. لیبرالیسم(Libralism)که آزادی‌های انسان را مورد توجه قرار می‌دهد.

## اومانیسم جدید
اومانیسم جدید به آن اومانیسم علمی یا طبیعت‌گرایی اومانیستی همی می‌گویند عبارت است از «آموزه ای که انسان، از طریق به کار بردن عقل و با هدایت موسسات حکومت دموکراتیک بتواند بدون کمک قوای فوق طبیعی یک جامعه عقلانی بسازد که در آن هر کس از امنیت برخوردار باشد و زمینه فرهنگی برای شکوفایی استعدادهای هر فرد و انرژی خلاقی که دارد فراهم آورد.»

## ضدانسان گرایی (Antihumanism)
ضد انسان گرایی نظریه ای فلسفی است که اومانیسم را به دلیل ایدئولوژی ماقبل علمی رد می‌کند. این بحث در طول قرن ۱۹ و ۲۰ به موازات پیشرفت اومانیسم شکل گرفت. نیچه، در حالی که از دیدگاه اومانیستی و طرفدار روشنگری خارج شد، اومانیسم را به دلیل توهمات در مورد تعدادی از موضوعات، به ویژه ماهیت حقیقت، مورد انتقاد قرار داد. نیچه همچنین استدلال کرد که جایگزینی خداباوری با عقل و علم به سادگی یک دین را با دین دیگر جایگزین می‌کند.

## تمرین زندگی اومانیستی
«تمرین اومانیسم» به چه معناست؟ اومانیسم به بهترین وجه به عنوان یک «موقعیت زندگی» «LifeStance» یک نظام اعتقادی که شش تعهد ارزشی اصلی را تشکیل می‌دهد:
1. تعهد معرفتی که نشان دهنده تعقیب حقیقت از طریق تحلیل عقلانی است.
2. تعهد طبیعت گرایانه که نشان دهنده اعتقاد اومانیست‌ها به این است که انسان‌ها بخشی از طبیعت هستند که به تمام حیات روی زمین مربوط می‌شود.
3. تعهد اخلاقی که نشان دهنده توجه به کرامت همه مردم است
4. تعهد خودشکوفایی یعنی اعتقاد به توسعه همه ظرفیت‌های انسانی
5. عهد اجتماعی که بر اهمیت روابط و مسئولیت‌ها در قبال دیگران تأکید دارد
6. تعهد عدالت، بیانگر اعتقاد اومانیست‌ها به مسئولیت همه مردم برای کار برای یک جامعه عادلانه است

«تمرین اومانیسم» به معنای «عملکرد خودآگاهانه به گونه‌ای است که یکی از این شش تعهد را محقق کند». نمونه‌هایی از هر تعهد در عمل در کتاب دستنامه اومانیسم آکسفورد فصل هفتم آورده شده است و از طریق این مثال‌ها ماهیت هر تعهد روشن شده است.

## انسان شاد (نماد اومانیسم)
لوگوی انسان شاد یا انسان خوشبخت نمادی است که به عنوان نماد بین‌المللی اومانیسم سکولار پذیرفته شده است. طرح اولیه آن متعلق به انجمن اومانیست‌های بریتانیاست که استفاده از آن را برای تمام سازمان‌های اومانیستی دنیا مجاز شمرده است.

لوگوی انسان شاد

این لوگو در سازمان‌های اومانیستی مختلف، تا حدودی تغییراتی هم در رنگ و شکل بالا بردن دست‌های آدمک پیدا کرده است. انجمن اومانیست‌های آمریکا در لوگوی خود شعار «خوبی بدون خدا» رو هم آورده است.

## انسان گرایی در ایران
- جریان انسان‌گرای شهروندی با محوریت انسان و شهروند بر اساس مبانی انسان‌گرایی و حقوق بشر، شهروندی، لیبرالیسم، برابری، تکثرگرایی، سکولاریسم، حقوق زنان، دموکراسی، هویت انسانی و شهروندی و حفظ محیط‌زیست در قالب فضای فکری واحد و هماهنگ و به‌عنوان محورهای اصلی و وابسته که همه باهم این جریان فکری متجانس را تشکیل و به دنبال پرورش انسان جدید و تحقق دولت حقوقی ،دولت حقوق بشر و شهروندی و آزادی ها و ایجاد جامعه‌ای آزاد، عادلانه و پیشرفته است.
- جریان انسان‌گرای شهروندی که در ایران، خاورمیانه و شمال آفریقا برای تغییر نظام فکری-فرهنگی ،نگرش ها و روش ها و پرورش انسان جدید و تحقق دولت حقوقی فعالیت می‌کند، بر پایهٔ ده محور فکری اصلی استوار است. این محورها در قالب یک فضای فکری واحد و هماهنگ، به ایجاد جامعه‌ای آزاد، عادلانه و پیشرفته کمک می‌کنند
- این جریان به عنوان یک جریان فکری-فرهنگی سوم در کنار جریان‌های ناسیونالیسم و اسلام‌گرا در منطقه خاورمیانه و شمال آفریقا مطرح است. 
  - در مقابل ناسیونالیسم:  این جریان با تأکید بر انسان و حقوق او، به جای نژاد و ملیت، سعی در ایجاد همبستگی و وحدت در جامعه دارد.
  - در مقابل اسلام‌گرایی:  این جریان با تأکید بر حقوق بشر و شهروندی و دوری از تعصبات دینی، به دنبال تحقق جامعه‌ای عادلانه و مبتنی بر قانون است.  به طور کلی، جریان انسان‌گرای شهروندی یک رویکرد جامع و پویا است که با محوریت انسان و حقوق او، به دنبال ایجاد تحول و پیشرفت در جامعه است.

## کتاب‌های معروف برای آشنایی با انسان‌گرایی
1. اکنون روشنگری: استیون پینکر ترجمه محمدعلی جعفری نشر مازیار.
2. دربارهٔ اومانیسم: ریچارد نورمن ترجمه سینا باستانی انتشارات نشر نو
3. The Little Book of Humanism (کتاب کوچک اومانیسم) نوشته Alice Roberts & Andrew Copson آلیس رابرتس و اندرو کاپسون
4. Humanism: A Very Short نوشته Stephen Law از انتشارات دانشگاه آکسفورد

## پادکست خوب
What I believe از Andrew Copson
در این پادکست، اندرو کوپسون، مدیر اجرایی انجمن انسان‌گرایان بریتانیا، با اومانیست‌ها دربارهٔ اعتقاداتشان صحبت می‌کند تا دربارهٔ ارزش‌ها، اعتقادات و عقایدی که بر اساس آن زندگی می‌کنند بیشتر بدانند.

## بایدها و نبایدها در معرفی اومانیست‌ها از زبان خودشان
- باور غیردینی: اومانیست‌ها معتقدند که تمام وجوه زندگی اجتماعی باید سکولار باشد. اومانیست‌ها ضد دین نیستند. آنها به افرادی که ایمان دارند احترام می‌گذارند و فقط زمانی اعتراض می‌کنند که کاری به نام دین انجام می‌شود که به نوعی مضر است یا زمانی که ادیان امتیازات ناعادلانه ای به دست می‌آورند. همه سکولارها اومانیست نیستند. بسیاری از اهل ایمان سکولار هستند و معتقدند که خدمات عمومی، از جمله دولت، باید غیر مذهبی باشد.
- شادی: اومانیست‌ها اعتقاد راسخ بر شادی در زندگی دارند و سعی می‌کنند امکان شاد زیستن برای دیگران را هم فراهم کنند. یاد ندهید که اومانیست‌ها لذت گرا هستند. آنها معتقدند که این تنها زندگی ماست و بنابراین باید زندگی خوبی داشته باشیم و اتفاقاً زندگی خوب در چارچوب اخلاقیات فراهم می‌شود نه صرفاً لذت گرایی.
- قاعده زندگی: قاعده طلایی در اومانیسم همانی است که در خیلی از مذاهب دیده می‌شود: با دیگران طوری رفتار کن که دوست داری با تو رفتار کنند یا با دیگران چنان نکن که دوست نداری با خودت کنند. فکر نکنید که اومانیست‌ها هیچ اخلاقی ندارند. آنها برای قوانین خود به متون باستانی نگاه نمی‌کنند. در عوض سعی می‌کنند با استفاده از شفقت، همدلی، منطق و عقل، اعمال خود را تعیین کنند و قانون طلایی که گفتیم را به کار گیرند.
- حقیقت: اومانیست‌ها به جای پذیرش آنچه در متون باستانی نوشته شده است، برای تعیین حقیقت و به‌کارگیری روش علمی، سؤالات زیادی می‌پرسند. فکر نکنید که انسان گرایان همه دانشمند هستند. آنها از همه اقشار هستند و بیشتر از هنر لذت می‌برند. بسیاری از اومانیست‌های معروف کمدین و نویسنده هستند!
- مکان‌های مقدس: انسان‌گرایان از زیبایی طبیعت لذت می‌برند و مکان‌های منحصربه‌فرد و خاص خود را دارند تا به آرامی فکر کنند و با جهان ارتباط برقرار کنند. اومانیست‌ها مالک ساختمان‌هایی نیستند که مکان عبادت باشد. اومانیست‌ها به دلایل مختلفی دور هم جمع می‌شوند و برخی از گروه‌های آنان سخنرانی‌های منظمی هم برگزار می‌کنند که ممکن است در مراکز اجتماعات عمومی یا فضاهایی مثل حومه شهر داخل یک پارک یا باغ یا داخل یک میخانه باشد.

مراسم: اومانیست‌ها برای تولد، ازدواج و حتی مرگ برنامه جشن دارند. از نظر آن‌ها مراسم دینی مانند عید پاک و کریسمس ریشه در باورهای الحادی و بت‌پرستی دارد و معتقدند که به هر آیین و رسمی می‌شود شکل سکولار و انسانی داد.